# When Pelé Broke Our Hearts
When Pelé Broke Our Hearts: Wales & the 1958 World Cup (Bra/Prt:Quando Pelé Partiu Nossos Corações) é um livro de 1998 de Mario Risoli que reconta a campanha da seleção galesa de futebol na Copa do Mundo de 1958 . O País de Gales registrou três empates na fase de grupos e depois venceu no desempate contra a Hungria, avançando para as quartas de final, onde perdeu por 1 a 0 para o Brasil, por meio de um gol de Pelé, de 17 anos. Até 2022, esta era a única participação do País de Gales na Copa do Mundo, até a participação de Gales na  Copa do Mundo de 2022. 
Grande parte da história é da perspectiva dos jogadores galeses, mas muitas outras fontes foram usadas, como artigos de jornal.
Um total de 17 jogadores foram entrevistados: Colin Baker, irmãos John Charles e Mel Charles, Trevor Ford, Alan Harrington, Ron Hewitt, Mel Hopkins, Cliff Jones, Ken Jones, Ken Leek, Terry Medwin, Kenny Morgans, Des Palmer, Ron Stitfall, Derek Tapscott, Colin Webster e Stuart Williams .
Além de ser um dos entrevistados, John Charles também escreveu o prefácio. A edição de 2001 também inclui um prefácio de Nicky Wire, dos Manic Street Preachers .